# Unione Sportiva Città di Pontedera 2017-2018
Questa voce raccoglie le informazioni riguardanti l'Unione Sportiva Città di Pontedera nelle competizioni ufficiali della stagione 2017-2018.

## Divise e sponsor
Lo sponsor tecnico per la stagione 2017-2018 è Givova mentre gli sponsor ufficiali sono Sèleco, Geu e Corpo Guardie di Città.
| Casa | Trasferta |

## Organigramma societario
Dal sito ufficiale della società:
Area direttiva
- Presidente: Paolo Boschi

Area tecnica
- Allenatore: Ivan Maraia
- Allenatore in seconda: Matteo Rossi
- Collaboratore tecnico: Mauro Mugnaini
- Preparatori atletici: Fabio Ristori, Claudio Giuntoli
- Preparatore dei portieri: Michele Ribechini

Area sanitaria
- Responsabile: Sergio Precisi
- Medici sociali: Fernando Burchi
- Massaggiatori: Mario Magli, Ivano Andreucci

## Rosa
Dal sito ufficiale della società:
| N. |                   | Ruolo | Calciatore                  |
| -- | ----------------- | ----- | --------------------------- |
| 1  | Italia (bandiera) | P     | Nikita Contini              |
| 2  | Italia (bandiera) | C     | Lorenzo Tofanari            |
| 3  | Italia (bandiera) | D     | Gianluca Romiti             |
| 4  | Italia (bandiera) | D     | Giacomo Risaliti            |
| 5  | Italia (bandiera) | D     | Federico Vettori (capitano) |
| 6  | Italia (bandiera) | D     | Lorenzo Borri               |
| 7  | Italia (bandiera) | C     | Emanuele Spinozzi           |
| 8  | Italia (bandiera) | C     | Andrea Caponi               |
| 9  | Italia (bandiera) | A     | Massimiliano Pesenti        |
| 10 | Italia (bandiera) | A     | Luigi Grassi                |
| 11 | Italia (bandiera) | A     | Lorenzo Pinzauti            |
| 12 | Italia (bandiera) | P     | Matteo Biggeri              |

| N. |                    | Ruolo | Calciatore           |
| -- | ------------------ | ----- | -------------------- |
| 13 | Italia (bandiera)  | C     | Riccardo Mastrilli   |
| 14 | Italia (bandiera)  | C     | Giuseppe Pandolfi    |
| 15 | Italia (bandiera)  | C     | Roberto Bonaventura  |
| 16 | Italia (bandiera)  | C     | Francesco Corsinelli |
| 17 | Italia (bandiera)  | C     | Mario Gargiulo       |
| 18 | Italia (bandiera)  | D     | Francesco Ferrari    |
| 19 | Italia (bandiera)  | C     | Riccardo Calcagni    |
| 20 | Italia (bandiera)  | D     | Domenico Frare       |
| 21 | Italia (bandiera)  | C     | Simone Paolini       |
| 22 | Romania (bandiera) | P     | Eduard Marinca       |
| 23 | Italia (bandiera)  | C     | Francesco Posocco    |

## Risultati

### Serie C

#### Girone di andata
| Arbitro: | Andrea Zanonato (Vicenza) |

|             |           |              |
| Pesenti 62’ | Marcatori | 87’ Gonzàlez |

| Arbitro: | Daniele Paterna (Teramo) |

|              |           |  |
| Arrigoni 40’ | Marcatori |  |

| Arbitro: | Eduart Pashuku (Albano Laziale) |

|             |           |           |
| Pesenti 12’ | Marcatori | 30’ Bruno |

| Arbitro: | Valerio Maranesi (Ciampino) |

|                        |           |             |
| Curcio 58’ Sanna 90+5’ | Marcatori | 52’ Pesenti |

| Arbitro: | Francesco Luciani (Roma) |

|                               |           |  |
| Ragatzu 37’ (rig.) Senesi 85’ | Marcatori |  |

| Arbitro: | Zufferli (Udine) |

|                          |           |                      |
| Calcagni 44’ Posocco 75’ | Marcatori | 77’, 84’, 86’ Murilo |

| Arbitro: | Andrea Mei (Pesaro) |

|                           |           |             |
| Moscardelli 38’ Varga 54’ | Marcatori | 90’ Pesenti |

| Arbitro: | Michele Di Cairano (Ariano Irpino) |

|                                            |           |  |
| Corsinelli 69’ Risalti 83’ Mastrilli 90+4’ | Marcatori |  |

| 15 ottobre 2017 Turno di riposo |  | – |  |  |

| Arbitro: | Nicola De Tullio (Bari) |

|                             |           |                       |
| Corsinelli 33’ Pinzauti 70’ | Marcatori | Luperini 2’ Vrioni 7’ |

| Arbitro: | Federico Cosso (Reggio Calabria) |

|                            |           |           |
| Corsinelli 55’ Pesenti 59’ | Marcatori | 52’ Brega |

| Arbitro: | Marco Acanfora (Castellammare di Stabia) |

|  |           |           |
|  | Marcatori | 64’ Frare |

| Arbitro: | Daniele De Remigis (Teramo) |

|  |           |                                           |
|  | Marcatori | 23’ Gerbaudo 69’ Zamparo 82’ Dell'Agnello |

| Arbitro: | Diego Provesi (Treviglio) |

|                              |           |                                        |
| Vassallo 65’ Cristiani 90+3’ | Marcatori | 6’ Caponi 69’ Risaliti 90+5’ Mastrilli |

| Pontedera 19 novembre 2017, ore 16:30 CET 15ª giornata | Pontedera              | 0 – 0 referto | Monza | Stadio Ettore Mannucci (526 spett.)\| Arbitro: \| Ilario Guida (Salerno) \| |
| Arbitro:                                               | Ilario Guida (Salerno) |               |       |                                                                             |

| Arbitro: | Davide Miele (Torino) |

|                                               |           |           |
| Bentivegna 16’ Vassallo 52’ Tavano 89’, 90+4’ | Marcatori | 64’Caponi |

| Arbitro: | Paride De Angeli (Abbiategrasso) |

|              |           |               |
| Risaliti 31’ | Marcatori | Filippini 86’ |

| Arbitro: | Nicolò Marini (Trieste) |

|  |           |              |
|  | Marcatori | Spinozzi 62’ |

| Arbitro: | Gariglio (Pinerolo) |

|            |           |            |
| Grassi 32’ | Marcatori | 90’ Méndez |

#### Girone di ritorno
| Arbitro: | Colombo (Como) |

|                                                |           |              |
| Marconi 13’, 16’ (rig.), 50’ Gonzalez 21’ (48) | Marcatori | 87’ Pinzauti |

| Arbitro: | Marcenaro (Genova) |

|                      |           |                          |
| Pesenti 6’, 31’, 36’ | Marcatori | 28’ Maini 87’ Bortolussi |

### Coppa Italia Serie C

#### Fase a gironi
| Arbitro: | Marcenaro (Genova) |

|                                  |           |  |
| Pesenti 28’, 35’, 47’ Grassi 84’ | Marcatori |  |

| Arbitro: | Zingarelli (Siena) |

|  |           |                   |
|  | Marcatori | 52’ (rig.) Grassi |

#### Fase a eliminazione diretta
| Arbitro: | Volpi (Arezzo) |

|  |           |              |
|  | Marcatori | 50’ Pinzauti |

| Arbitro: | Cipriani (Empoli) |

|                 |           |  |
| Bonaventura 85’ | Marcatori |  |

| Arbitro: | Annaloro (Collegno) |

|                                          |           |                                |
| Benericetti 7’ Pandolfi 50’ Posocco 102’ | Marcatori | 21’ (aut.) Romiti 72’ Fantacci |

| Arbitro: | Camplone (Pescara) |

|                         |           |            |
| Tofanari 4’ Raffini 22’ | Marcatori | 66’ Lanini |

| Alessandria 21 febbraio 2018, ore 19:30 CET Semifinale | Alessandria     | 0 – 0 referto | Pontedera | Stadio Giuseppe Moccagatta (1.200 spett.)\| Arbitro: \| Viotti (Tivoli) \| |
| Arbitro:                                               | Viotti (Tivoli) |               |           |                                                                            |

| Arbitro: | Robilotta (Sala Consilina) |

|                         |                      |                              |
| Caponi Rossini Pinzauti | Tiri di rigore 0 – 3 | Gonzalez Piccolo Fischnaller |